# Trofeo Naismith
El Trofeo Naismith es un trofeo otorgado al campeón de la Copa Mundial de Baloncesto, y lleva el nombre del inventor del baloncesto James Naismith. El trofeo fue entregado por primera vez al ganador del Campeonato Mundial de Baloncesto de 1967. La versión actual del trofeo fue otorgado por primera vez en el Campeonato Mundial de Baloncesto de 1998.

## Historia
En el primer mundial en 1950, la Federación Internacional de Baloncesto (FIBA) decidió nombrar el trofeo en honor a James Naismith, pero no había fondos suficientes para crear el trofeo. Finalmente, en 1965 la FIBA recibió una donación de 1.000 dólares y encargo el trofeo. El trofeo fue presentado en el mundial de 1967 y fue entregado a la Unión Soviética, que ganó su primer Campeonato Mundial de la FIBA ese año.
El trofeo original fue remodelado y un nuevo trofeo se introdujo para el mundial de 1998. El trofeo original actualmente se mantiene en la Fundación Pedro Ferrándiz en España. El nuevo trofeo Naismith fue forjado por el maestro de orfebrería Günter Schoebel quien viajó desde Bad Kreuznach, Alemania. El diseño del trofeo fue inspirado en el largo plazo del secretario general de la FIBA Renato William Jones, quien fue secretario general desde 1932 hasta 1976. El nuevo trofeo fue presentado en el mundial de 1998 y otorgado a Yugoslavia después de ganar la final, el 9 de agosto de 1998 en Atenas.

## Diseño
La parte superior del nuevo Trofeo Naismith tiene un diseño de flor de loto. La pieza central rotación decagonal, con mapas tallados de los continentes y gemas incrustadas, simbolizando los cinco continentes. Ónix negro, citrino amarillo, crisoprasa verde, granate rojo y topacio azul representan todas las regiones del mundo. El nombre de James Naismith está grabado en los cuatro lados en escrituras Latín, árabes, sinograma chinos y jeroglíficos egipcios.
El nuevo trofeo tiene plata de ley 975/1000 en las partes superior e inferior, 14 quilate de oro amarillo en la parte media y esta chapado en oro en el interior. Estas características hacen la copa particularmente valiosa y preciosa. La base está hecha de granito Rosa Porriño y mide 20 x 20 centímetros (7,9 pulgadas). La parte superior de la copa tiene una circunferencia de 21 centímetros (8,3 pulgadas), mide 47 centímetros (18,5 pulgadas) de altura y pesa 9 kilogramos (20 libras).